# 张建民 (岩土工程专家)
张建民（1960年3月16日—），陕西商洛人，中国岩土工程专家，清华大学教授，土木水利学院院长。2017年当选为中国工程院院士。